# Plíseňsko
Plíseňsko (německy Pleißenland / Pleissenland nebo též Pleissnerland, v latinské podobě Terra plisnensis) je historická oblast v západním Sasku a východním Durynsku. Název je odvozen od jména řeky Pleiße (lužickosrbsky Plesna). V dokumentech se objevují další názvy regionu - latinsky terra plisnensis, v němčině také jako Pleißengau nebo Gau Plisni (původně v listinách jako „pagus Plisni“).

## Historie

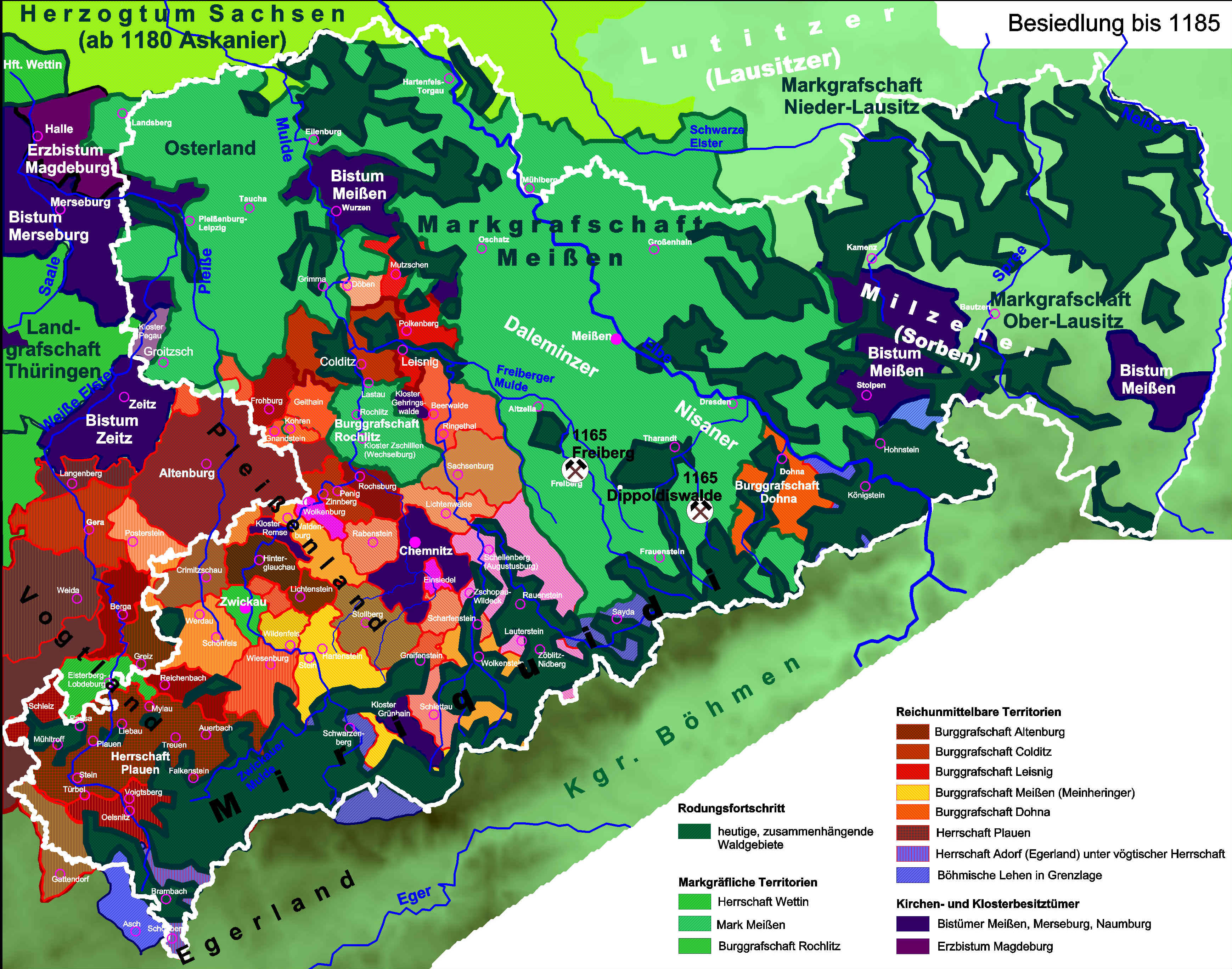
Mapa zobrazující jednotlivá panství na územích Fojtska a Plíseňska kolem roku 1185.

Dle archeologických nálezů bylo Plíseňsko původně sporadicky osídleno polabskými Germány a na konci 6. století došlo ke slovanskému osídlení. 
Za krále Jindřicha I. bylo území v 10. století součástí Východofranské říše. Ppo Jindřichových byla oblast výbojích zcela součástí říšského majetku. V konfliktech mezi sálskou dynastií a reformním papežstvím v 11. století královský vliv na korunní statky v severoalpském království slábl, takže se postupně dostávaly do držení různých hraběcích rodů. Významná centra terrae plisnensis, která vznikla především ve 12./13. století se rozvíjela v rámci německého východního osídlování a za podpory zejména dynastie Hohenstaufenů, vznikla sídla Altenburg, Leißnig, Colditz (1143 Reichsburg) a Lausick. Ve 12. století byl jih Plíseňska pod vlivem norimberských purkrabích, zatímco město Groitzsch na severu se v letech 1135/43 dostalo do držení Wettinů. Říšské panství Plíseňsko nabylo na významu zejména za vlády Hohenstaufenů.
Podle historika Waltera Schlesingera se říšské území Plíseňska po pádu dynastie Hohenstaufenů dostalo do držení Wettinů, Českého království a říšských ministeriálů, kteří je dříve spravovali na královský příkaz jako purkrabí nebo fojti a kteří si nyní založili vlastní říšská panství. Mezi nejvýznamnější patřily rody: 
- Altenburští,
- Leisnigové,
- Koldicové z Koldic,
- Šumburkové,
- páni z Crimmitschau,
- páni z Drachenfelsu,
- fojti Reussové a další.

Tyto rody byly schopny si pro svá panství po nějakou dobu udržet nezávislost/přímou kontrolu na Wettinech, než byla i tato území začleněna do Saského kurfiřtství nebo saského Durynského vévodství. Již v roce 1300 se několik rodů dostalo pod českou suverenitu tím, že své říšské panství odevzdalo českému králi a získalo je od něj zpět jako česká říšská léna. Rod Šumburků tak dosáhl právní nezávislosti na Sasku až v letech 1740/1779. Pouze knížecí rod Reussů si dokázal udržet nezávislý stát až do roku 1918.